# ویم ایرلاینز
ویم ایرلاینز (به انگلیسی: VIM Airlines) یک شرکت هواپیمایی با کد یاتا NN است که در ۲۰۰۰ میلادی تأسیس شده‌است. دفتر مرکزی ویم ایرلاینز در مسکو، روسیه واقع شده‌است و قطب این شرکت هواپیمایی در فرودگاه بین‌المللی دوموده‌دوو قرار دارد و به ۱۵ مقصد، پرواز انجام می‌دهد.